# Зааненская коза
Заа́ненская поро́да коз, Белая зааненская — молочная порода (порода молочного направления) домашней козы, самая крупная и высокоудойная в мире, с короткой, белой шерстью, обычно без рогов. 
Молоко содержит 4,5 % жира и 4,17 % молочного сахара. Племенная книга с 1890 года.

## Описание
Это одна из самых известных и уважаемых пород молочного направления. Выведена в середине XIX века в Швейцарии в долине реки Зане (Зааненская долина), кантон Берн. На территории России зааненки появились еще до революции, впервые завезена в 1905 году. 
Выход молока в 10-месячную лактацию составляет 600—2000 кг. Максимальный удой 3507 кг молока получен в Австрии.
Хорошо переносит условия разведения, а также пастбища. Зааненки отличаются высокой плодовитостью, 180 — 250 козлят на 100 маток. Порода распространена в Европе, Северной Африке, Соединённых Штатах, Корее и Индонезии. Во многих государствах и странах эта порода коз используется для выведения новых пород. В России с помощью зааненских коз вывели русскую белую породу.

## Экстерьер
Белая зааненская имеет следующий экстерьер:
- животные крепкой сухой конституции;
- в основном белые, с короткой шерстью, состоящей главным образом из ости;
- преимущественно комолые;
- ровный ряд зубов;
- у коз хорошо развитое, но не отвислое вымя.

Шея животных длинная, нередко с так называемыми серёжками (кожными выростами). Конечности крепкие, правильно поставленные. Живая масса маток 50 – 60 килограмм, козлов – 70 – 80 килограмм. Высота в холке козлов 90—100 см, коз 75—85 см, вес до 85 кг у козлов и до 60 кг у коз.

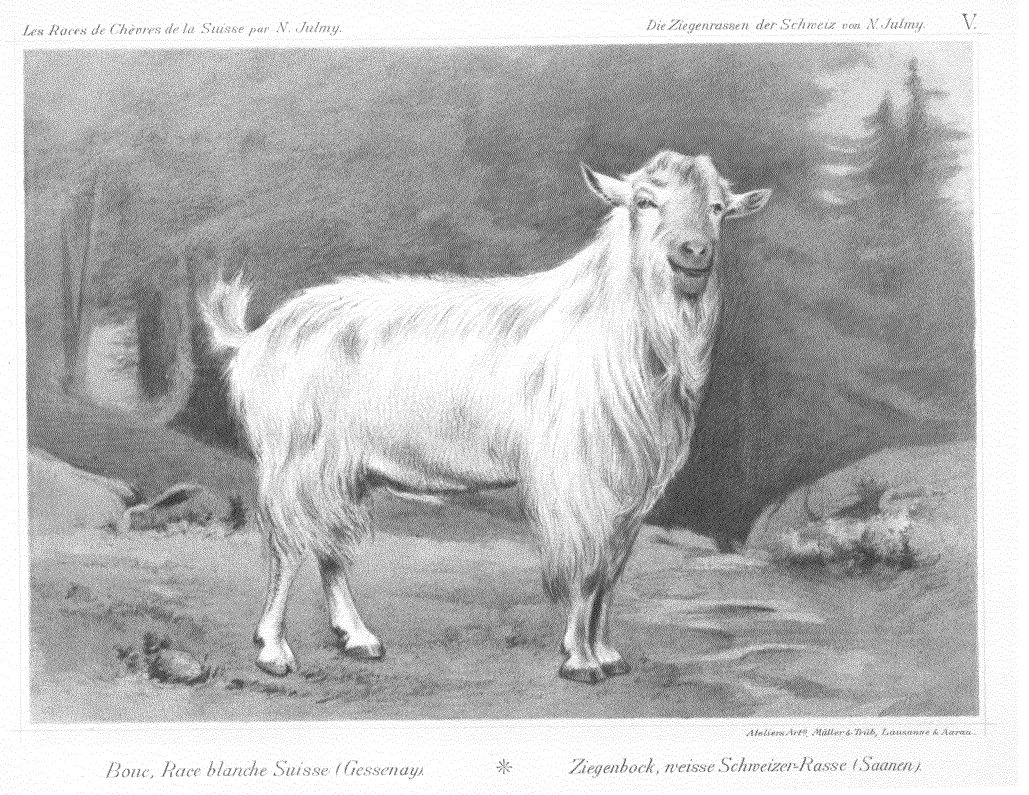
Безрогий зааненский козёл, 1896 год.
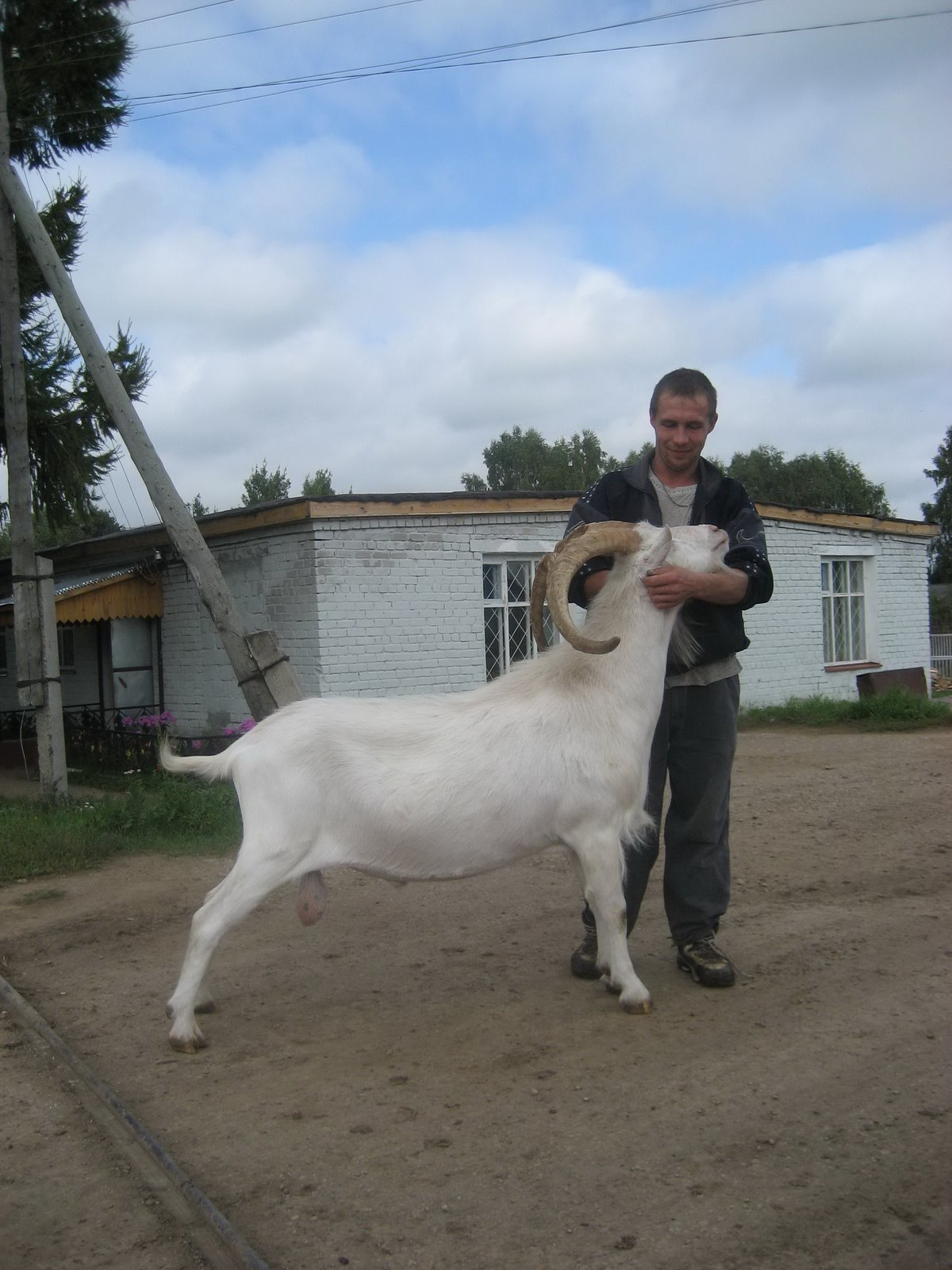
Зааненский козел на козьей ферме «Лукоз».
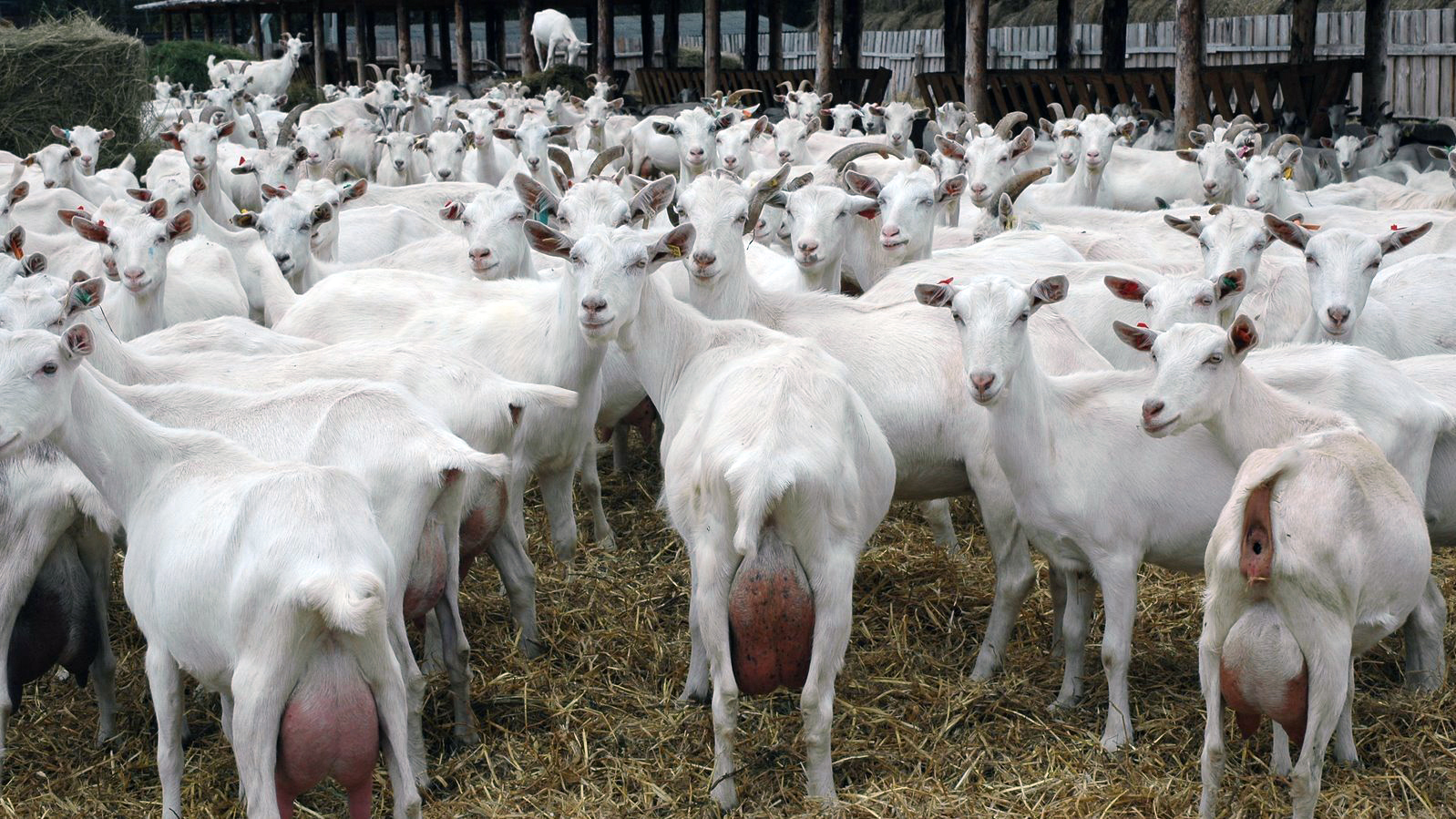
Белые зааненские.